# Redechius
Redechius est un roi légendaire du royaume de l'île de Bretagne (actuelle Grande-Bretagne), qui est mentionné par Geoffroy de Monmouth dans son Historia regum Britanniae (vers 1135).

## Contexte
Rhydderch nommé Redechius ou Redion par  Geoffroy de Monmouth est le  21e des 25 souverains qui règnent entre la mort de Katellus [Cadell ap Geraint] et Heli [Beli Mawr]. Il succède à  Redion [Rhydion] et il a comme successeur Samuil Penissel [Sawyl Benisel]. Rien d'autre n'est indiqué sur son règne Le  Brut y Brenhinedd le nomme Rhydderch sans ajouter rien de plus.La version Cleopatra fait de lui le fils de son prédécesseur  Rhydion et le père de son successeur Sawyl Benisel ce qui est chronologiquement impossible.

## Source
- Geoffroy de Monmouth Histoire des rois de Bretagne, traduit et commenté par Laurence Mathey-Maille, Édition Les belles lettres, coll. « La roue à livres », Paris, 2004,  (ISBN 2-251-33917-5)
- (en) Peter Bartrum, A Welsh classical dictionary: people in history and legend up to about A.D. 1000, Aberystwyth, National Library of Wales, 1993, p. 647 RHYDDERCH, fictitious king of Britain. (Second century B.C.).